# Sjur Røthe
Sjur Røthe, né le 2 juillet 1988, est un fondeur norvégien. Il a pris part aux Jeux olympiques d'hiver en 2014 à Sotchi. Il remporte trois titres mondiaux, celui de relais en 2013 et 2019 et du skiathlon en 2019 et sa première victoire dans la Coupe du monde au prestigieux cinquante kilomètres de Holmenkollen en 2015.

## Carrière
Sjur Røthe, après des débuts en course FIS en 2006, dispute son premier championnat du monde junior en 2007, où il remporte la médaille d'argent sur la poursuite (skiathlon). Il démarre dans la Coupe du monde en mars 2009 à Trondheim.
Il marque ses premiers points au quinze kilomètres libre de Beitostølen en novembre 2009 (18e). Il prend part ensuite cet hiver à la Coupe de Scandinavie dont il prend la troisième place et obtient alors une place pour la Coupe du monde.
Aux Championnats du monde, il est tout près d'un podium avec une 4e place sur le 50 km en 2011 à Oslo, mais réussit en 2013 à remporter deux médailles dont une en individuel, au skiathlon derrière Dario Cologna et Martin Johnsrud Sundby et l'or en relais. En Coupe du monde, il monte sur ses deux premiers podiums individuels à Canmore en décembre 2012 au quinze kilomètres classique puis au skiathlon après deux victoires avec le relais norvégien en 2010 et 2012 (avec pour coéquipiers Petter Northug, Eldar Rønning, Martin Johnsrud Sundby, Simen Østensen ou Kristian Tettli Rennemo). Il se révèle être un outsider dans les courses par étapes comme le montrent sa 4e place au Tour de ski 2013-2014 ou sa 8e place aux Finales 2012. Il prend part aux Jeux olympiques d'hiver de 2014, où il prend la 19e place du skiathlon, sa seule course au programme. À l'issue de la saison 2013-2014, il prend place dans le top dix du classement général de la Coupe du monde pour la première fois avec le septième rang.
En 2014-2015, Sjur Røthe souhaite se concentrer sur les Championnats du monde et pour cela il a décidé de faire l'impasse sur le Tour de ski. En décembre 2014, Il obtient son premier podium en course par étapes en terminant troisième du Nordic Opening derrière ses compatriotes Martin Johnsrud Sundby et Didrik Tønseth. Il est troisième du quinze kilomètres classique de Davos pour sa prochaine course, avant d'enregistrer un abandon sur le Tour de ski. Aux Championnats du monde, il est neuvième du quinze kilomètres libre et ne termine pas le skiathlon.
Il remporte en fin de saison le 50 kilomètres libre d'Oslo (Holmenkollen), juste devant Dario Cologna et Sundby, enlevant son premier succès en Coupe du monde. 
Pour la nouvelle saison 2015-2016, Røthe appuie son entraînement sur le sprint avec Tor Arne Hetland, pour devenir plus complet.
Aux Championnats du monde 2017, Røthe est quatrième du skiathlon et sixième du cinquante kilomètres libre. De retour sur la Coupe du monde, il est quatrième du cinquante kilomètres à Holmenkollen, puis septième des Finales à Québec, où il monte sur le podium de l'étape en quinze kilomètres libre, son seul de l'hiver.
En début de saison 2018-2019, après un hiver 2018 sans podium ni Jeux olympiques (28e du classement général), il est compétitif à Lillehammer, se classant deuxième du mini-Tour, avec en prime une victoire sur le quinze kilomètres, sa première victoire majeure depuis 2015. Sa prochaine course se solde par un succès au trente kilomètres libre de Beitostølen. Il gagne au temps la dernière étape du Tour de ski, la montée de l'Alpe Cermis pour obtenir le quatrième rang final. Il se concentre ensuite sur les Championnats du monde de Seefeld, où il commence fort, puisqu'il devient champion du monde du skiathlon, au sprint devant Alexander Bolshunov et Martin Johnsrud Sundby. Il continue sur cette tendance en gagnant son deuxième titre sur le relais après celui de 2013, en compagnie de Sundby, Iversen et Klæbo. Sur le cinquante kilomètres, il décroche la médaille de bronze, d'une course gagnée par son compatriote Holund.
Il reste bien placé jusqu'en fin de saison et s'octroie la troisième position au classement général de la Coupe du monde, le plus haut de sa carrière.
L'hiver suivant, il confirme sa place parmi les meilleurs mondiaux, avec six podiums individuels, dont un en skiathlon à Oberstdorf et les autres en style libre, dont une victoire sur le ski Tour à Östersund.
Lors de la saison 2020-2021, il est en manque de compétitions en raison de la décision de sa fédération de faire impasse sur plusieurs étapes de la Coupe du monde en raison de la pandémie de covid-19, mais réussit tout de même à monter sur trois podiums, dont une deuxième place au skiathlon de Lahti.

## Palmarès

### Jeux olympiques d'hiver
| Épreuve / Édition | Sprint | Sprint                           | 15 km                            | 15 km     | Skiathlon 2 × 15 km | 50 km | Relais | Relais    |
| Épreuve / Édition | libre  | classique                        | libre                            | classique | Skiathlon 2 × 15 km | 50 km | Sprint | 4 × 10 km |
| JO 2014 Sotchi    | —      | Épreuve inexistante à cette date | Épreuve inexistante à cette date | —         | 19e                 | —     | —      | —         |

Légende :
- : pas d'épreuve
- — : Non disputée par Sjur Røthe

### Championnats du monde
Lors des Championnats du monde de 2013, il obtient une médaille de bronze au skiathlon remporté par Dario Cologna. Lors du relais, il est titré en compagnie de Tord Asle Gjerdalen, Eldar Rønning et Petter Northug. En 2019, il devient champion du monde en individuel sur le skiathlon et remporte aussi l'or sur le relais et une médaille de bronze au cinquante kilomètres.
| Épreuve / Édition           | Sprint                           | Sprint                           | 15 km                            | 15 km                            | Poursuite / Skiathlon 2 × 15 km | 50 km libre | Relais | Relais    |
| Épreuve / Édition           | libre                            | classique                        | libre                            | classique                        | Poursuite / Skiathlon 2 × 15 km | 50 km libre | Sprint | 4 × 10 km |
| Mondiaux 2011 Oslo          | —                                | Épreuve inexistante à cette date | Épreuve inexistante à cette date | 21e                              | 14e                             | 4e          | —      | —         |
| Mondiaux 2013 Val di Fiemme | Épreuve inexistante à cette date | —                                | 5e                               | Épreuve inexistante à cette date | Bronze                          | 17e         | —      | Or        |
| Mondiaux 2015 Falun         | Épreuve inexistante à cette date | —                                | 9e                               | Épreuve inexistante à cette date | DNF                             | —           | —      | —         |
| Mondiaux 2017 Lahti         | —                                | Épreuve inexistante à cette date | Épreuve inexistante à cette date | —                                | 4e                              | 6e          | —      | —         |
| Mondiaux 2019 Seefeld       | —                                | Épreuve inexistante à cette date | Épreuve inexistante à cette date | 7e                               | Or                              | Bronze      | —      | Or        |
| Mondiaux 2021 Oberstdorf    | Épreuve inexistante à cette date | —                                | 6e                               | Épreuve inexistante à cette date | 6e                              | —           | —      | —         |
| Mondiaux 2023 Planica       |                                  |                                  |                                  |                                  | Bronze                          |             |        |           |

Légende :
- : première place, médaille d'or
- : deuxième place, médaille d'argent
- : troisième place, médaille de bronze
- : pas d'épreuve
- — : Non disputée par Sjur Røthe
- DNF : abandon

### Coupe du monde
- Meilleur classement général : 3e en 2019.
  - 17 podiums en épreuve individuelle : 2 victoires, 7 deuxièmes places et 8 troisièmes places.
  - 14 podiums en relais : 7 victoires, 2 deuxièmes places et 5 troisièmes places.

#### Détail des victoires
| Épreuve / Édition | Sprint | Sprint    | 15 km | 15 km     | Skiathlon 2 × 10 km | 30 km       | 30 km     | 50 km | Tour de ski ou Finales ou Nordic Opening |
| Épreuve / Édition | libre  | classique | libre | classique | Skiathlon 2 × 10 km | libre       | classique | 50 km | Tour de ski ou Finales ou Nordic Opening |
| 2014-2015         |        |           |       |           |                     |             |           | Oslo  |                                          |
| 2018-2019         |        |           |       |           |                     | Beitostølen |           |       |                                          |

Sur les courses par étapes, il gagne le quinze kilomètres libre du Lillehammer Triple en 2018, puis la montée de l'Alpe Cermis au Tour de ski 2018-2019 et le quinze kilomètres libre du Ski Tour 2020 à Östersund.

#### Tour de ski
- 4e en 2014 et 2019.
- 5 podiums d'étape, dont 2 victoires (montée de Val di Fiemme au Tour de ski 2019 et Tour de ski 2022).

#### Autres tours
- 2e du mini-Tour de Lillehammer en 2018, 3e en 2014.
- 5 podiums d'étape au Nordic Opening, dont 1 victoire d'étape.
- 1 podium d'étape au Ski Tour Canada.
- 1 victoire d'étape sur le Ski Tour 2020.

#### Classements en Coupe du monde
| Année/Classement | Année/Classement | Général | Général | Distance | Distance | Sprint | Sprint | Tour de ski depuis 2007 | Finales/Ski Tour Canada depuis 2008 | Nordic Opening depuis 2011       |
| ---------------- | ---------------- | ------- | ------- | -------- | -------- | ------ | ------ | ----------------------- | ----------------------------------- | -------------------------------- |
| Année/Classement | Année/Classement | Class.  | Points  | Class.   | Points   | Class. | Points | Tour de ski depuis 2007 | Finales/Ski Tour Canada depuis 2008 | Nordic Opening depuis 2011       |
| 2010             | 2010             | 124e    | 27      | 79e      | 27       | -      | -      | —                       | —                                   | Épreuve inexistante à cette date |
| 2011             | 2011             | 73e     | 71      | 41e      | 41       | -      | -      | —                       | —                                   | —                                |
| 2012             | 2012             | 30e     | 319     | 25e      | 210      | -      | -      | 26e                     | 10e                                 | 19e                              |
| 2013             | 2013             | 13e     | 480     | 8e       | 390      | 67e    | 22     | —                       | 17e                                 | 13e                              |
| 2014             | 2014             | 8e      | 535     | 7e       | 259      | -      | -      | 4e                      | 8e                                  | 8e                               |
| 2015             | 2015             | 13e     | 400     | 11e      | 271      | 76e    | 9      | —                       | Épreuve inexistante à cette date    | 3e                               |
| 2016             | 2016             | 14e     | 650     | 12e      | 436      | 97e    | 2      | 6e                      | —                                   | 10e                              |
| 2017             | 2017             | 9e      | 673     | 6e       | 465      | -      | -      | 11e                     | 7e                                  | 13e                              |
| 2018             | 2018             | 28e     | 251     | 21e      | 187      | -      | -      | Abandon                 | 8e                                  | -                                |
| 2019             | 2019             | 3e      | 974     | 2e       | 558      | 89e    | 4      | 4e                      | 10e                                 | 2e                               |
| 2020             | 2020             | 5e      | 1257    | 2e       | 864      | 43e    | 42     | 4e                      | Ski tour : 9e Sprint Tour : annulé  | 8e                               |
| 2021             | 2021             | 21e     | 317     | 12e      | 287      | -      | -      | -                       | —                                   | 16e                              |

Légende :
- : pas d'épreuve
- — : Non classé

### Championnats du monde junior
En deux participations aux Championnats du monde junior, Sjur Røthe a remporté une médaille d'argent sur la poursuite en 2007 puis collectionne les places d'honneur avec deux 4e places en relais, une 4e place sur le 10 km en style libre et une 5e place sur le 10 km en style classique.
| Épreuve / Édition      | Sprint                           | Sprint                           | 10 km                            | 10 km                            | Poursuite 2 × 10 km              | Relais |
| Épreuve / Édition      | libre                            | classique                        | libre                            | classique                        | Poursuite 2 × 10 km              | Relais |
| Mondiaux 2007 Tarvisio | Épreuve inexistante à cette date | Épreuve inexistante à cette date | 4e                               | Épreuve inexistante à cette date | Médaille d'argent                | 4e     |
| Mondiaux 2008 Malles   | 13e                              | Épreuve inexistante à cette date | Épreuve inexistante à cette date | 5e                               | Épreuve inexistante à cette date | 4e     |

### Coupe de Scandinavie
- 3e du classement général en 2010.
- 1 podium.

### Championnats de Norvège
- En 2018, il remporte les titres du dix kilomètres classique et du cinquante kilomètres libre[8]. En 2021, il remporte le quinze kilomètres libre.